# 加泰羅尼亞中央盆地

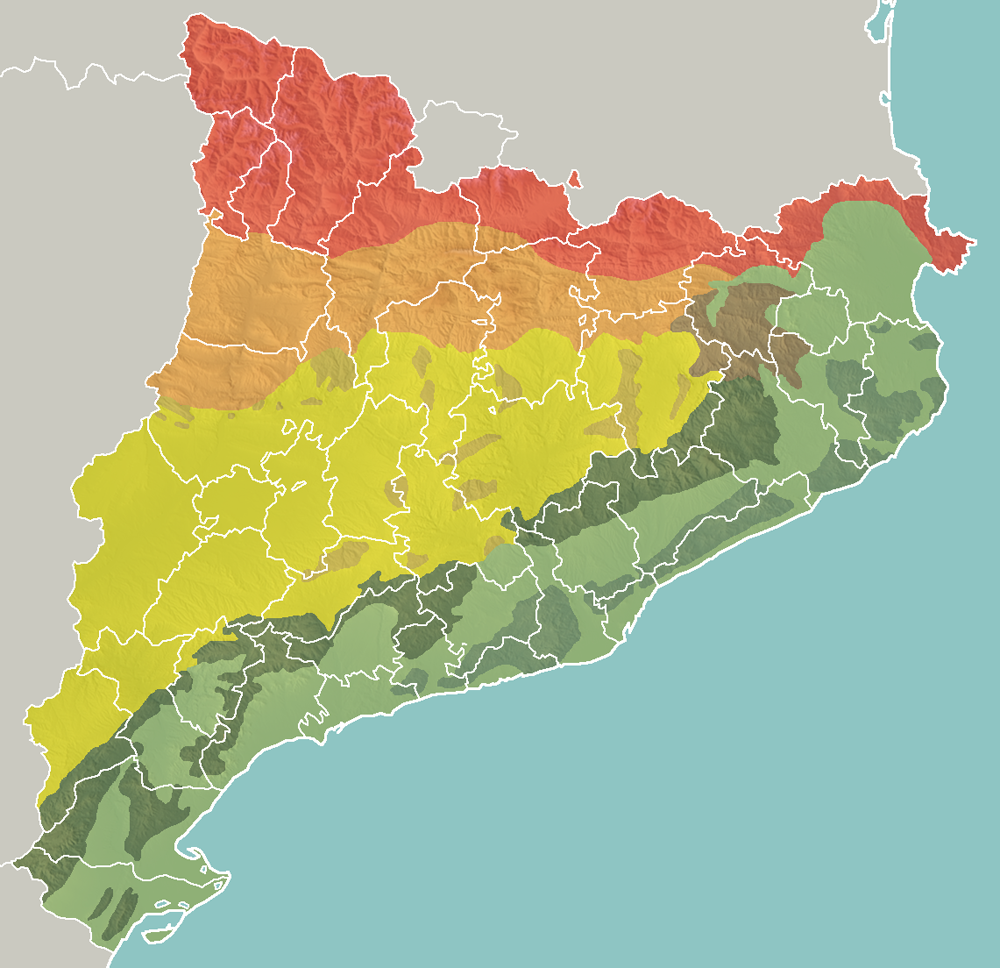

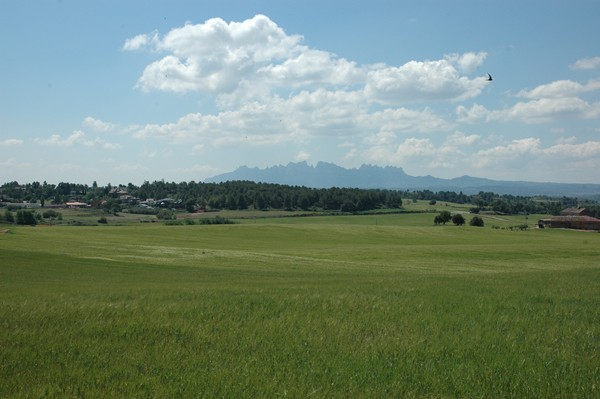

41°50′00″N 1°11′00″E / 41.83333°N 1.18333°E
加泰羅尼亞中央盆地，是西班牙的盆地，處於前比利牛斯山山麓和加泰羅尼亞前海岸山脈之間，長180公里、寬50公里，海拔高度介乎800至1,000米。